# Affektinkontinenz
Bei dem Begriff  der Affektinkontinenz oder Pseudobulbären Affektstörung (PBA) handelt es sich um eine Verminderung der Steuerfähigkeit von Gefühlsäußerungen. Diese springen stark an und sind in ihrem Ausmaß nicht oder nur teilweise von der Person kontrollierbar. Kleinere Auslöser (z. B. eine unangenehme Vorstellung) führen zu einer überschießenden bzw. unangemessenen Reaktion (z. B. heftiges Weinen oder Lachen). Die übermäßige Reaktion wird von der betreffenden Person als solche erkannt und vor allem zu Beginn der Erkrankung als peinlich empfunden. Von der Affektinkontinenz ist die Affektlabilität abzugrenzen, welche von Betroffenen nicht als peinlich oder krankhaft erlebt wird.
Nicht nur, aber auch bei folgenden Störungen kann es zu einer Affektinkontinenz bzw. pseudobulbärer Affektstörung kommen:
- Demenz
- Schlaganfall
- Alkoholabusus
- traumatische Hirnschädigung
- Organisches Psychosyndrom
- Multiple Sklerose
- Amyotrophe Lateralsklerose

In der Psychologie werden auch häufige Ausbrüche von Zorn und die Neigung zu einer zornig-affektiven Gesamthaltung dem Formenkreis der Affektinkontinenz zugerechnet und von Seiten der Psychiatrie (und bezüglich der Auswirkungen auf den arteriellen Blutdruck auch der Inneren Medizin) als therapiebedürftig angesehen.
Am aussichtsreichsten scheinen Therapieversuche mit verschiedenen Antidepressiva oder Dextromethorphan zu sein.